# Обер-Мерлен
Обер-Мерлен (њем. Ober-Mörlen) општина је у њемачкој савезној држави Хесен. Једно је од 25 општинских средишта округа Ветерау. Према процјени из 2010. у општини је живјело 5.869 становника. Посједује регионалну шифру (AGS) 6440018.

## Географски и демографски подаци
Обер-Мерлен се налази у савезној држави Хесен у округу Ветерау. Општина се налази на надморској висини од 240 метара. Површина општине износи 37,6 km². У самом мјесту је, према процјени из 2010. године, живјело 5.869 становника. Просјечна густина становништва износи 156 становника/km².

## Међународна сарадња
| Мјесто    | Држава    | Врста сарадње | Од    |
| --------- | --------- | ------------- | ----- |
| Лекеркерк | Холандија | партнерство   | 1975. |
| Извор     |           |               |       |